# Rijeka Koprivnička
Rijeka Koprivnička – wieś w Chorwacji, w żupanii kopriwnicko-kriżewczyńskiej, w gminie Sokolovac. W 2011 roku liczyła 68 mieszkańców.